# Józef Jachowicz

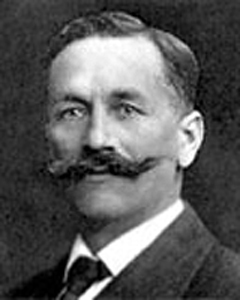
Józef Jachowicz

Józef Jachowicz (* 1862 in Strażów; † 26. Juni 1941 ebenda) war ein polnischer Politiker.
Jachowicz war Besitzer eines Bauernguts, langjähriger Vogt von Strażów, seit 1888 in der Bauernbewegung tätig, 1908 bis 1913 Vorstandsmitglied des PSL, 1914 bis 1918 Vorstandsmitglied der Polskie Stronnictwo Ludowe Piast (Polnische Volkspartei „Piast“) sowie 1907 bis 1918 Abgeordneter der XI. und XII. Legislaturperiode des österreichischen Abgeordnetenhauses, 1919 bis 1922 der Polnischen Verfassunggebenden Nationalversammlung (Sejm Ustawodawczy) sowie 1922 bis 1927 Mitglied des 1. Legislaturperiode des Senats der Republik Polen.
Józef Jachowicz war Sohn von Stanisław Jachowicz und Agnieszka geb. Dziubek, verheiratet mit Aniela geb. Kluz und Vater von neun Kindern.
In der Jugend diente er 6 Jahre lang im 90. Regiment der K. u. K. Armee im Rang eines Unteroffiziers des Rechnungswesens. Danach besuchte er die Lehrerbildungsanstalt in Rzeszów. Er war Ehrenbürger von Leżajsk und Łańcut.